# Momy
Momy ist eine französische Gemeinde mit 110 Einwohnern (Stand 1. Januar 2022) im Département Pyrénées-Atlantiques in der Region Nouvelle-Aquitaine (vor 2016: Aquitanien). Die Gemeinde gehört zum Arrondissement Pau und zum Kanton Pays de Morlaàs et du Montanérès (bis 2015: Kanton Lembeye).
Der Name in der gascognischen Sprache lautet Momin. Die Bewohner werden Momynois und Momynoises genannt.

## Geographie
Momy liegt ca. 30 km nordöstlich von Pau in der historischen Provinz Béarn am östlichen Rand des Départements und grenzt im Süden an eine Enklave des benachbarten Départements Hautes-Pyrénées.
Umgeben wird der Ort von den Nachbargemeinden:
| Anoye         | Peyrelongue-Abos                            | Lucarré        |
| Baleix        | Kompassrose, die auf Nachbargemeinden zeigt | Bentayou-Sérée |
| Sedze-Maubecq | Villenave-près-Béarn (Hautes-Pyrénées)      | Maure          |

Momy liegt im Einzugsgebiet des Flusses Adour. Einer seiner Nebenflüsse, der Lées, durchquert zusammen mit seinem Zufluss, dem Petit Lées, das Gebiet der Gemeinde.

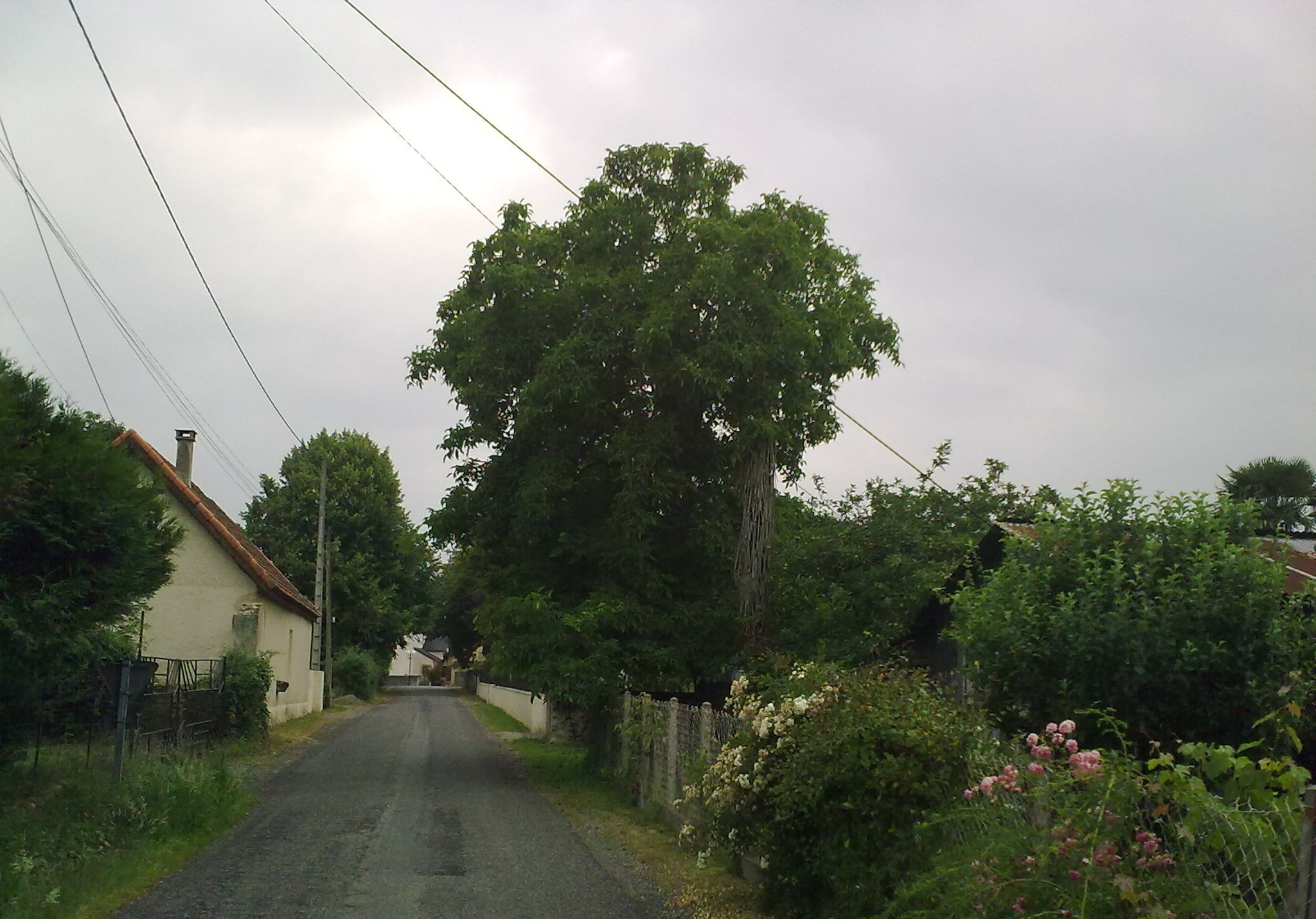
Straße in Momy

## Geschichte
Das Dorf Momy wurde im 10. Jahrhundert erstmals in den Schriften erwähnt. Es handelte sich dabei um ein sogenanntes castelnau, wie die Spuren von früheren Toren und von Umwallungen belegen. Ein Castelnau (deutsch Neuburg, okzitanisch castèl nòu, im Vulgärlatein castellum novum) ist ein Dorf oder eine Stadt, die in der Nähe einer Erdhügelburg gegründet wurde. Später genoss Momy wohl aufgrund seines Wohlstands und seiner Größe mit 23 anderen Dörfern das Privileg, zum Hof der Vicomté zu gehören. Dorf, Burg und Kirche bildeten eine befestigte Anlage im 13. Jahrhundert. Bei dem Zensus im Jahre 1385 wurden in Momy 48 Haushalte gezählt und die Zugehörigkeit zur Bailliage von Lembeye vermerkt. Die geografische Lage an einem der Jakobswegs nach Santiago de Compostela, möglicherweise der ehemalige Weg Romiu, verhalf dem Dorf zu einer noch größeren Bedeutung. Momy war Mitglied der Komturei des Malteserordens von Caubin und Morlaàs.
Toponyme und Erwähnungen von Momy waren:
- Sanctus-Johannes de Momii (gegen 970, Kopialbuch der Abtei von Larreule),
- Momi (13. Jahrhundert, fors de Béarn, Manuskript aus dem 14. Jahrhundert),
- Mon-Mir (14. Jahrhundert, Volkszählung im Béarn),
- Momin (1429, Volkszählung im Bigorre, Blatt 267),
- Moumy (1682, Manuskriptsammlung des 16. bis 18. Jahrhunderts),
- Momy (1750 und 1793, Karte von Cassini bzw. Notice Communale),
- Momi (1801, Bulletin des lois) und
- Momy (1863, Dictionnaire topographique Béarn-Pays basque).[5][6][7]

### Einwohnerentwicklung
Nach einem Höchststand der Einwohnerzahl von rund 450 in der Mitte des 19. Jahrhunderts reduzierte sich die Zahl bei kurzen Erholungsphasen bis zu den 1990er Jahren auf unter 100 Einwohner, bevor anschließend ein moderates Wachstum einsetzte.
| Jahr      | 1962 | 1968 | 1975 | 1982 | 1990 | 1999 | 2006 | 2009 | 2022 |
| --------- | ---- | ---- | ---- | ---- | ---- | ---- | ---- | ---- | ---- |
| Einwohner | 145  | 137  | 126  | 105  | 98   | 108  | 120  | 127  | 110  |

## Sehenswürdigkeiten

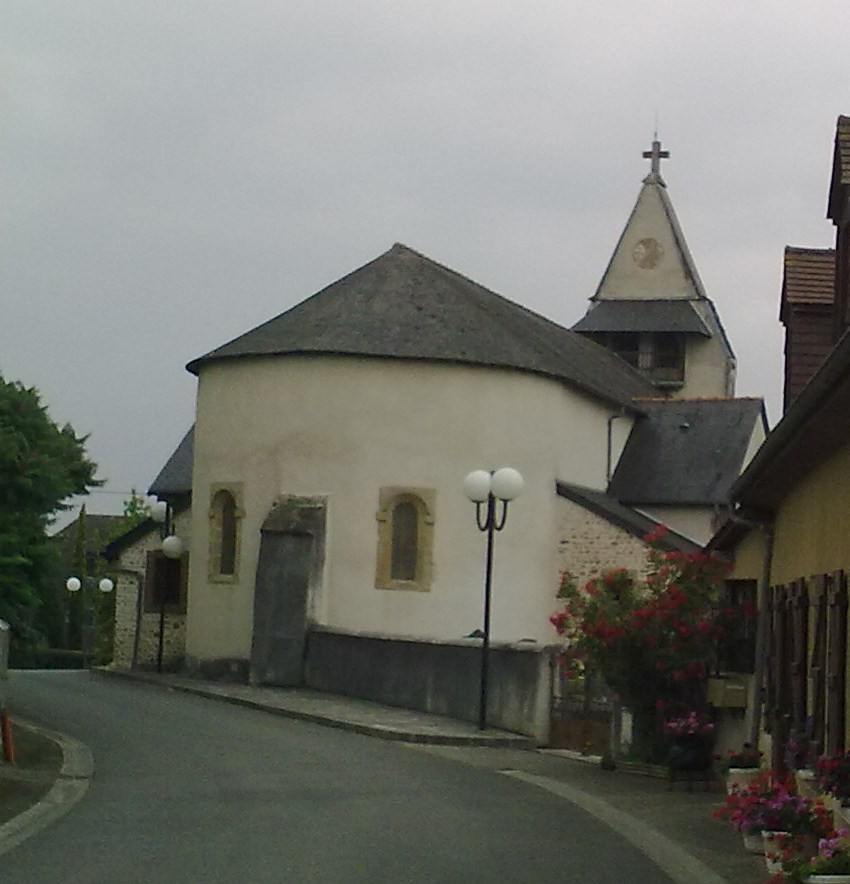
Pfarrkirche Saint-Jacques

- Pfarrkirche, geweiht Jakobus dem Älteren und im 13. oder 14. Jahrhundert errichtet. Sie wurde gegen 1746 teilweise neu gebaut, wie die entsprechende Jahreszahl auf dem Schlussstein der Eingangstür belegt. 1860 wurde die halbrunde Apsis neu errichtet. Das einschiffige Langhaus bildet zusammen mit den beiden Seitenkapellen, die 1987 hinzugefügt wurden, die Form eines lateinischen Kreuzes. Charakteristisch für die Region ist der hohe Glockengiebel, der den Langbau nach Westen abschließt. Zwei Glasfenster der Kirche sind Werke des Glasmalers Jean-Augustin Bessac aus dem späten 19. Jahrhundert. Sie zeigen Motive des Rosenkranzfests und der Apotheose der Heiligen Familie. Viele weitere Ausstattungsgegenstände datieren aus dem 18. und 19. Jahrhundert und sind als nationale Kulturgüter registriert.[9][10]

## Wirtschaft und Infrastruktur
Die Landwirtschaft ist traditionell der wichtigste Wirtschaftsfaktor der Gemeinde.

### Sport und Freizeit

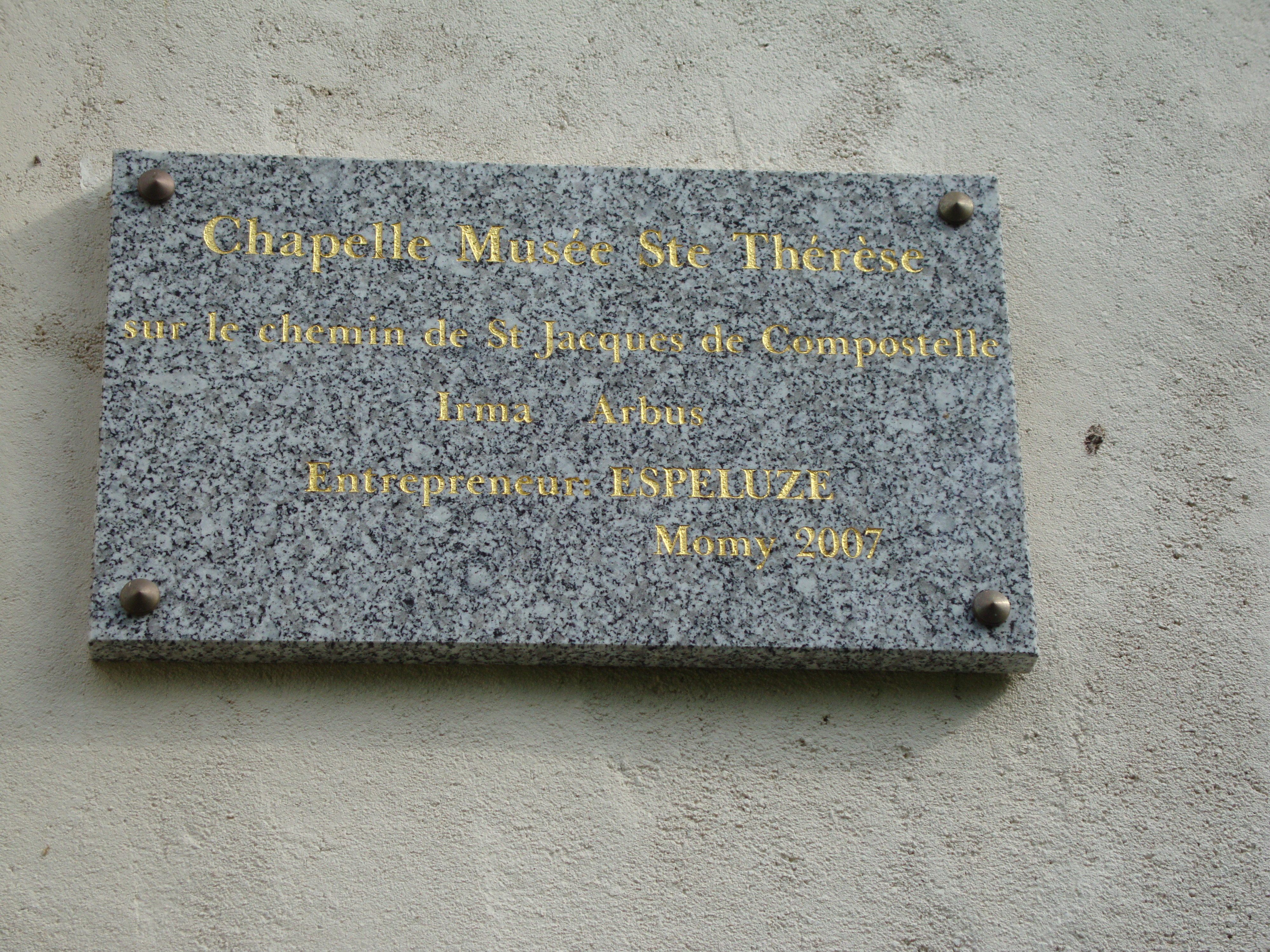
Tafel in Momy mit dem Hinweis auf den Jakobsweg

- Der Fernwanderweg GR 653 von Toulouse nach Jaca, der einem Abschnitt der Via Tolosana, dem südlichsten der vier Jakobswege, entspricht, führt durch das Ortszentrum.[12]

- Ein 2,5 km langer Rundweg führt um den Stausee Lac de Lucarré.[13]

### Verkehr
Momy wird durchquert von den Routes départementales 7, 224 und 295.